# Khanati del Caucaso

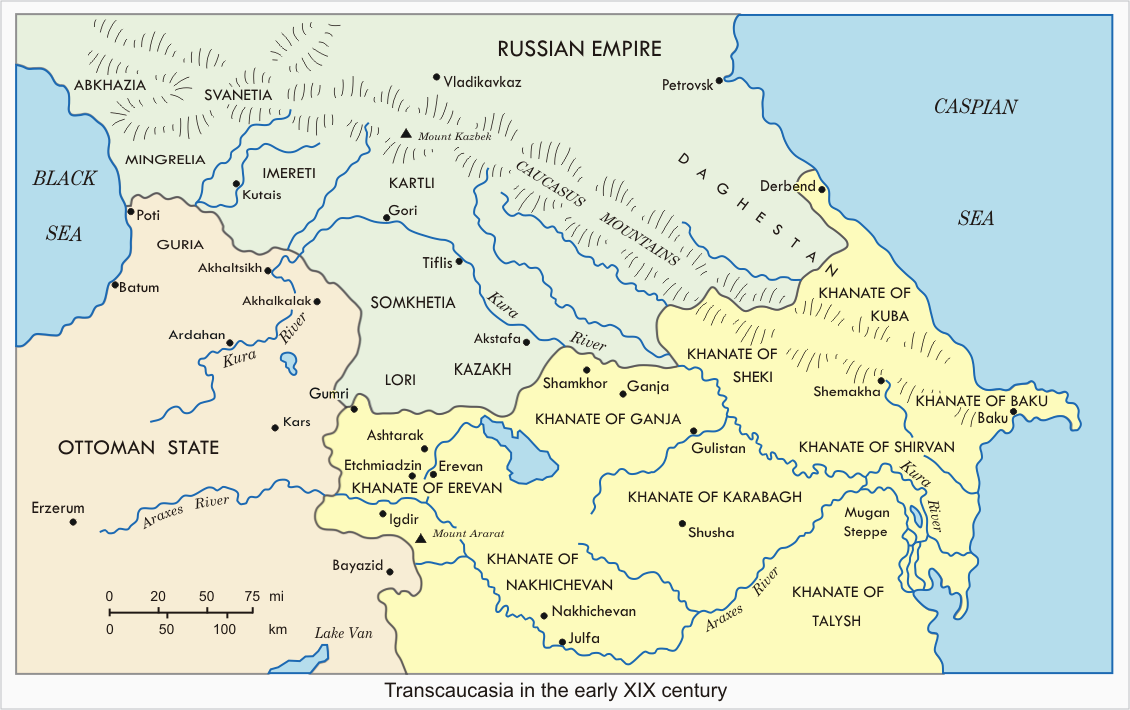
Il Caucaso all'inizio del XIX secolo dopo l'annessione della Georgia da parte della Russia.

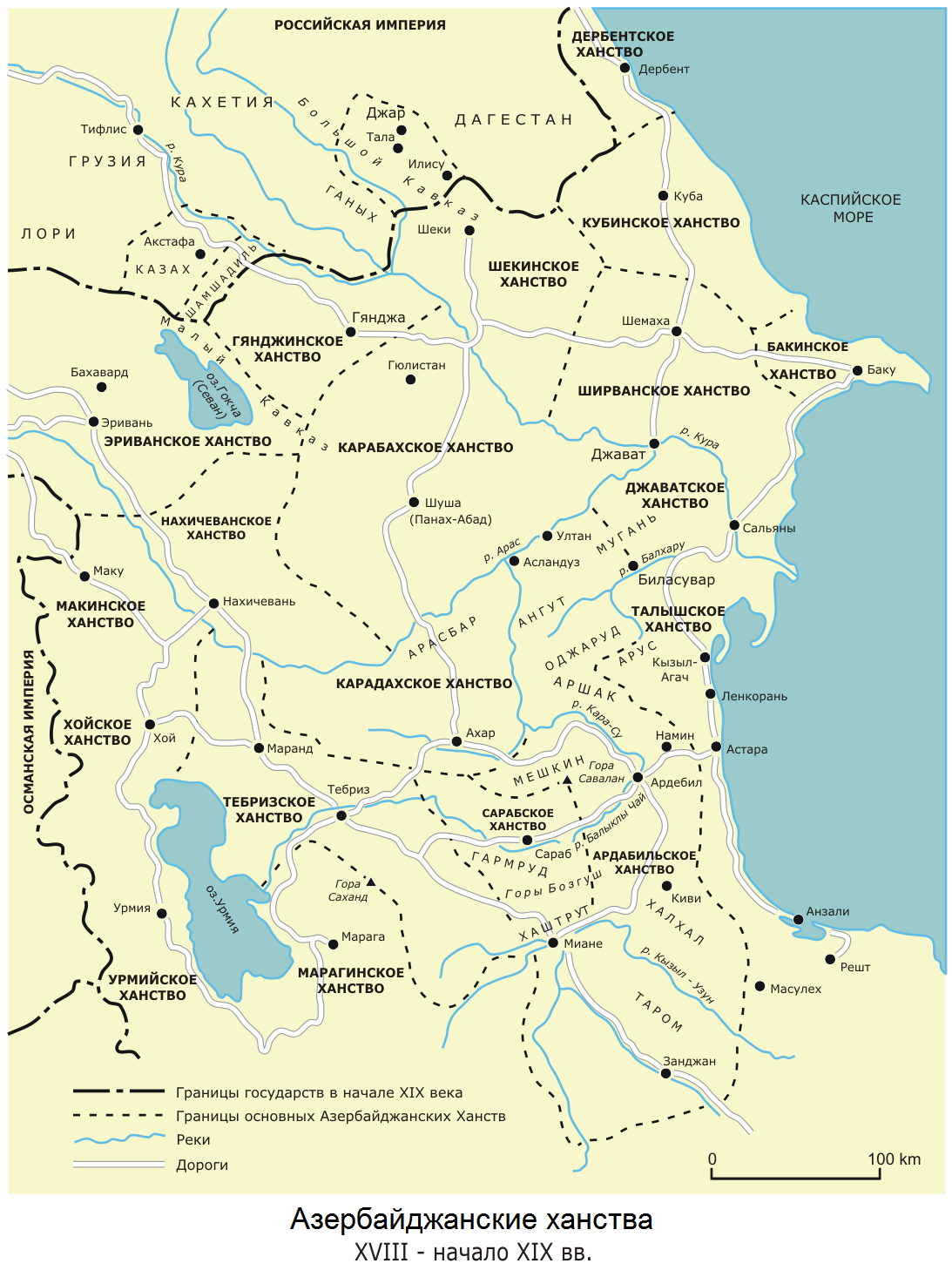
I khanati nei secoli XVIII-XIX (mappa in russo).

Mappa dei khanati nel Caucaso e le date della loro conquista dopo le guerre russo-persiane (mappa in turco).

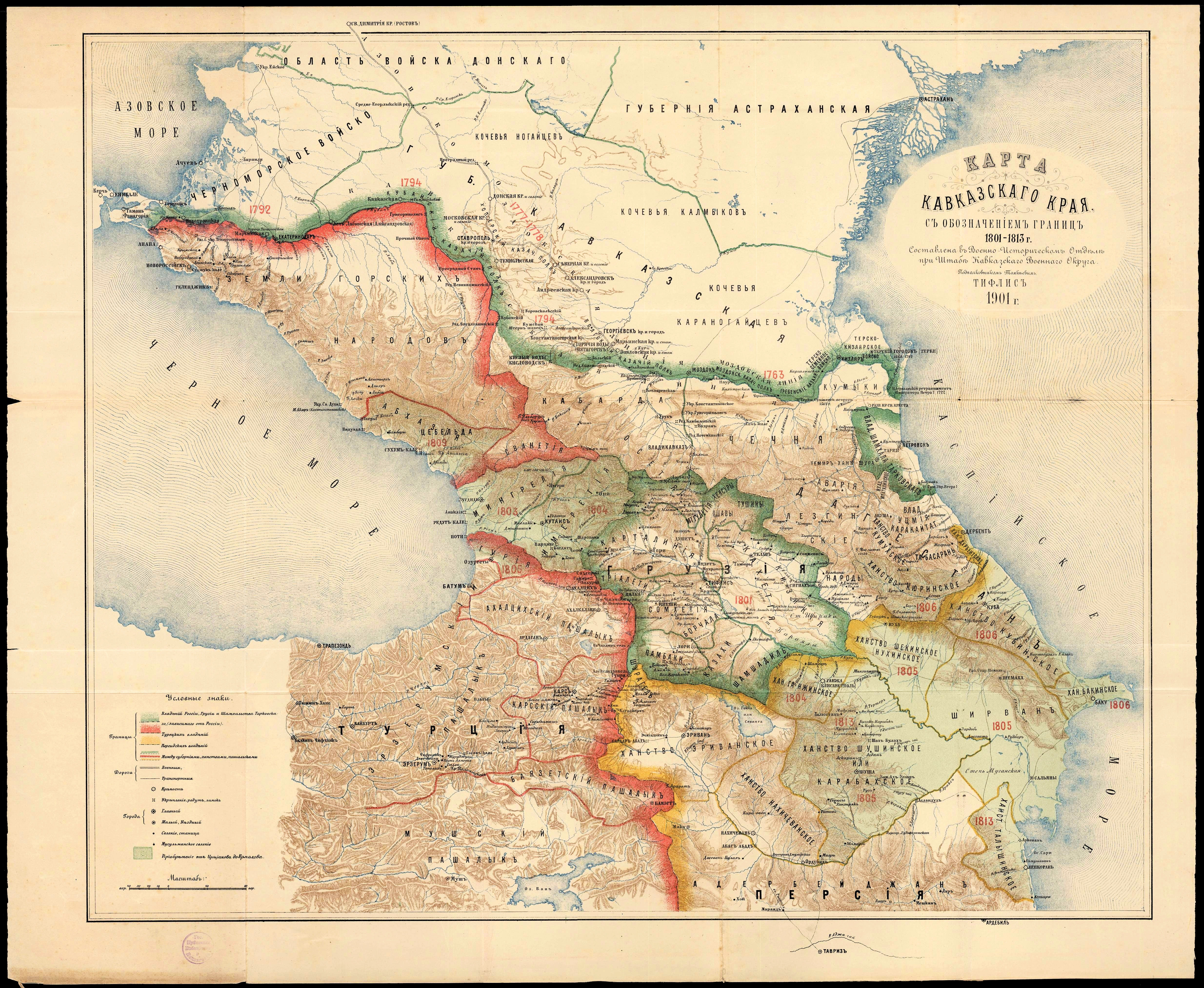
Mappa dei khanati nel 1801 (mappa in russo).

I khanati del Caucaso, noti anche come khanati azeri, khanati persiani o khanati iraniani erano varie province e principati stabiliti nella Persia (Iran) e nei territori nel Caucaso (gli odierni Azerbaigian, Armenia, Georgia e Daghestan) dal tardo periodo Safavide alla dinastia dei Qajar. La Persia cedette definitivamente una parte di questi khanati alla Russia in seguito alle guerre russo-persiane nel corso del XIX secolo, mentre gli altri furono assorbiti dalla Persia. I khanati erano di origine azera.

## Lista
I khanati che furono infine assorbiti dall'impero russo sono:

### Costa del Caspio da nord a sud
- Shamkhalato di Tarki (protettorato della Russia nel 1813 e abolito nel 1867)
- Khanato di Derbent (occupato e annesso alla Russia nel 1896 e abolito nello stesso anno)
- Khanato di Mekhtuli
- Principato di Kaytak (chiamato anche Utsmia di Karakaytak)
- Principato di Tabasaran (chiamato anche Maisumat di Tabasaran
- Khanato di Quba (1805 protettorato della Russia, 1816 abolito)
- Khanato di Baku (1806 occupata e annessa alla Russia)
- Khanato taliscio chiamato anche Lankaran Khanate (1802 protettorato della Russia, 1826 abolito)
- Khanato di Javad, probabilmente assorbito da Shirvan prima del 1800

### Daghestan interno
- Shamkhalato di Gazikumukh o Shamkhalato del Daghestan che si è suddiviso nei seguenti stati più piccoli nel 1642[10]
- Khanato di Gazimukh (influenza russa dal 1811, e abolito nel 1860)
- Khanato di Avar (protettorato della Russia nel 1803 e abolito nel 1864)

### A sud delle montagne da ovest a est
- Khanato di Erivan (1827 occupata da, 1828 annessa alla Russia)
- Khanato del Nakhichevan (occupata dal 1827 e annesso alla Russia nel 1828)
- Khanato di Ganja (occupato e annesso alla Russia nel 1804)
- Khanato del Karabakh (protettorato della Russia nel 1805 e abolito nel 1822)
  - Melikhati del Karabakh, un'entità feudale armena all'interno del Khanato del Karabakh (anch'essa abolita nel 1822)
- Sultanato di Elisu (1806 protettorato della Russia, 1844 abolito)
- Khanato di Shaki (protettorato della Russia nel 1805 e abolito nel 1819)
- Khanato di Shirvan (protettorato della Russia nel 1805 e abolito nel 1820)

### A sud del fiume Aras
- Khanato di Tabriz
- Khanato di Urmia
- Khanato di Ardabil
- Khanato di Zanjan
- Khanato di Khoy
- Khanato di Marand
- Khanato di Khalkhal
- Khanato di Sarab
- Khanato di Maku
- Khanato del Karadagh
- Khanato di Maragheh
- Sultanato di Shuragel all'incrocio tra Georgia, Turchia e Persia
- Il Sultanato di Shamshadil e il Sultanato di Kazakh, a nord del Lago Sevan e ad ovest di Ganja, sembrano essere state suddivisioni della Georgia[11]

A parte questi, alcune parti remote del Daghestan erano governate da comunità/federazioni rurali in gran parte indipendenti prima della conquista russa dell'area:
- Federazione di Akhty
- Federazione di Akusha-Dargo
- Federazione dell'Andalal
- Djaro-Belokani ora in Azerbaijan
- Koysubu o Hindal, intorno a Gimry
- Federazione Rutul

Dai tempi antichi fino all'arrivo dei russi, la maggior parte dell'area suddetta faceva parte del mondo iraniano, ed era sotto un ampio grado di controllo persiano(Transcaucasia e parti del Daghestan).